# 龍潭集中營
龍潭集中營別稱“8號教化所”，是朝鲜境內的再教育營之一，位於江原道川內郡龍潭勞動者區，至今關押有三千餘囚犯。